# Bear Me
Bear Me – seria filmów animowanych stworzona przez Kasię Wilk. Wszystkie odcinki opowiadają o perypetiach głównej bohaterki Lili i jej niesfornego przyjaciela misia.

## Fabuła
Główna bohaterka, zarazem narratorka opowiada o swoich przygodach z misiem, którego poznała na przystanku autobusowym.  Seria w zabawny i ciepły sposób ukazuje codzienne relacje między dziewczynką a zwierzęciem.
Akcja dzieje się w centrum miasta, głównie w mieszkaniu Lili. Każdy z odcinków opowiada o innej historii z życia dwójki przyjaciół. W ciepły sposób przedstawia śmieszne, a nawet absurdalne sytuacje, których doświadcza nietypowa para przyjaciół. Niedźwiadek niekiedy czuje się przyjacielem Lili, a innym razem bywa dzikim zwierzęciem kierującym się pierwotnymi instynktami.
Seria filmów Bear me powstaje na podstawie filmu dyplomowego Kasi Wilk, który został zrealizowany podczas stypendium naukowego w Niemczech – Filmakademie Baden-Württemberg w Ludwigsburgu.

## Nagrody i wyróżnienia
Bear Me brał udział w wielu festiwalach odbywających się na całym świecie, poniżej kilka nagród i wyróżnień:
- wyróżnienie za etiudę  animowaną, Festiwal Łodzią po Wiśle 2012, Polska[3]
- wyróżnienie dla najlepszego filmu animowanego, Festiwal Palm Springs International ShortFest 2012, USA[4]
- pierwsza nagroda dla najlepszego animowanego filmu studenckiego, International Award 2012 na festiwalu Bayside Film Festival's Jump Cut, Australia
- najlepsza krótkometrażowa animacja, Pentedattilo Film Festival International Short Film Festival, Italy, 2012[5]